# ヴィクター・ラサック
ヴィクター・ラサック（Victor Rasuk,  1984年1月15日 - ）は、アメリカ合衆国の俳優。

## 来歴
1984年、ニューヨーク州ニューヨーク市生まれ。両親共にドミニカ系だった。弟のシルヴェストレ・ラサックも俳優として活動している。パフォーミング・アート系の学校へ進学し、14歳でエンターテイメントの世界へ。その後、短編映画やインデペンデント映画などでキャリアを構築していき、2002年に出演した『ヴィクター・ヴァルガス』ではその演技力が評価され、インディペンデント・スピリット賞へもノミネートされた。現在に至るまで映画やテレビで順調にキャリアを築いており、2014年には渡辺謙らが出演する『GODZILLA ゴジラ』にも出演した。

## 出演作品

### 映画
- フローレス Flawless (1999)
- ヴィクター・ヴァルガス Raising Victor Vargas (2002)
- Rock Steady (2002)
- ヘイヴン 堕ちた楽園 Haven (2004)
- ロード・オブ・ドッグタウン Lords of Dogtown (2005)
- I'm Reed Fish (2006)
- Bonneville (2006)
- Adrift in Manhattan (2007)
- Feel the Noise (2007)
- ストップ・ロス/戦火の逃亡者 Stop-Loss (2008)
- チェ 28歳の革命 Che: Part One (2008)
- Spinning Into Butter (2008)
- Life Is Hot in Cracktown (2009)
- ロバート・デ・ニーロ エグザイル Being Flynn (2012)
- スティーブ・ジョブズ Jobs (2013)
- GODZILLA ゴジラ Godzilla (2014) - トレ・モラレス 役[1]
- フィフティ・シェイズ・オブ・グレイ Fifty Shades of Grey (2015)
- フィフティ・シェイズ・ダーカー Fifty Shades Darker (2017)
- フィフティ・シェイズ・フリード Fifty Shades Freed (2018)
- ニーナのすべて All About Nina (2018)
- 運び屋 The Mule (2018)

### テレビドラマ
- LAW & ORDER:性犯罪特捜班 Law & Order: Special Victims Unit (2003)
- LAW & ORDER:陪審評決 Law & Order: Trial by Jury (2005)
- ER緊急救命室 ER (2008-2009)
- 僕が教えるアメリカ成功術 How to Make It in America (2011-2012)
- STALKER : ストーカー犯罪特捜班 Stalker (2014‐2015)
- COLONY/コロニー Colony (2016‐2017)
- CIA分析官 ジャック・ライアン Jack Ryan (2019)
- The Baker and the Beauty (2020)